# Tennistoernooi van Brisbane

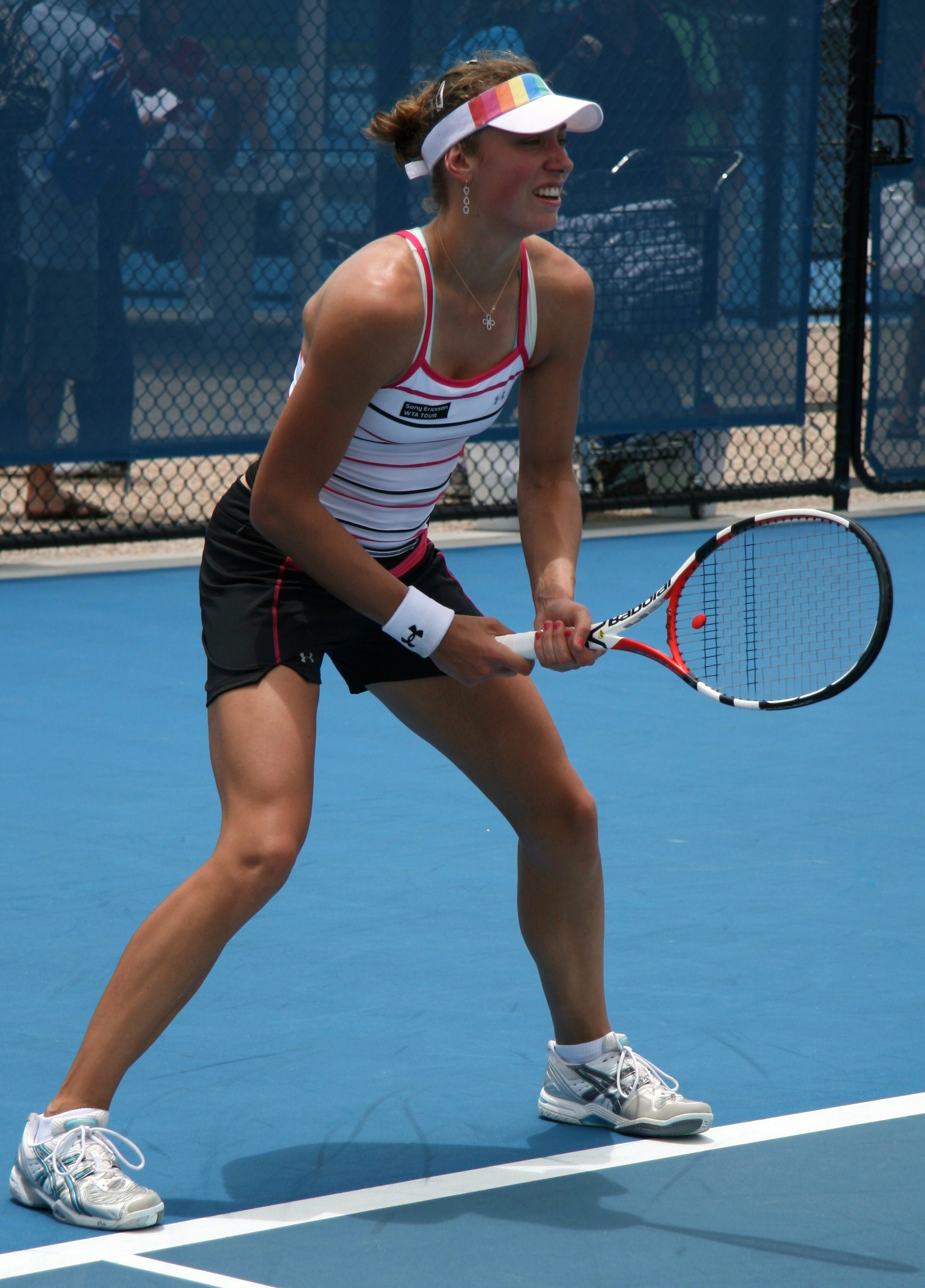
Yanina Wickmayer tijdens het WTA-toernooi van Brisbane 2009

Het tennistoernooi van Brisbane is een, sinds 2009, jaarlijks terugkerend toernooi dat wordt gespeeld op de hardcourt-buitenbanen van het Queensland Tennis Centre in Tennyson, een randgemeente van de Australische stad Brisbane. De officiële naam van het toernooi is Brisbane International.
Het toernooi bestaat uit twee delen:
- WTA-toernooi van Brisbane, het toernooi voor de vrouwen
- ATP-toernooi van Brisbane, het toernooi voor de mannen (2009–2019, 2024)

In 2020 was het uitsluitend een vrouwentoernooi. Sinds 2024 doen de mannen ook weer mee.

## Historische toernooien
Ook onderstaande historische tennistoernooien speelden zich in Brisbane af:
- 1968–1994: het WTA-toernooi van Brisbane zonder gelijktijdig mannentoernooi
- 1987–1992: het ATP-toernooi van Brisbane Indoor (Queensland Open)

ATP-toernooi van Brisbane – WTA-toernooi van Brisbane

2009 · 2010 · 2011 · 2012 · 2013 · 2014 · 2015 · 2016 · 2017 · 2018 · 2019 · 2020 · 2021–2023 · 2024 · 2025